# バーナード・L・マドフ
- バーナード・マドフ
- バーナード・メイドフ[1][2]
- バーナード・メードフ[3]

バーナード・ローレンス・マドフ/バーニー・マドフ（Bernard Lawrence Madoff/Bernie Madoff 1938年4月29日 - 2021年4月14日）は、アメリカ合衆国の相場師、投資顧問、金融業者、そして大規模なポンジ・スキームに関連した犯罪で有罪判決を受けて連邦刑務所に服役した詐欺師である。一時はNASDAQ株式市場の非常勤会長を務めていたが、その後、世界史上最大のポンジ・スキームと米国史上最大の金融詐欺の運営者であることが明らかになり、後に告白した。検察は、2008年11月30日時点でマドフの4,800人の顧客の口座にあった金額を基に、この詐欺は648億ドルの価値があると推定している。
マドフは1960年にペニー証券会社を設立し、それがやがてバーナード・L・マドフ・インベストメント・セキュリティーズ（Bernard L. Madoff Investment Securities）に発展した 。2008年12月11日に逮捕されるまで、同社の会長を務めた。同社は、リテールブローカーからの店頭での注文を直接執行することで、「専門業者」を回避する、ウォール街でもトップレベルのマーケットメーカー事業を展開していた。
同社では、兄のピーター・マドフを専務取締役兼最高コンプライアンス責任者として、ピーターの娘のシャナ・マドフを同社の規則・コンプライアンス責任者兼弁護士として、そして今は亡き息子のマークとアンドリューを雇用していた。ピーターは懲役10年の判決を受け、マークは父の逮捕からちょうど2年後に首吊り自殺で亡くなった  。アンドリューは2014年9月3日にリンパ腫で亡くなった。
2008年12月10日、マドフの息子たちは当局に対し、父が自分の会社の資産運用部門が大規模なポンジ・スキームだったことを告白し、「一つの大きな嘘」だったと語ったことを引用した  。翌日、FBI捜査官はマドフを逮捕し、証券詐欺の1件の罪で起訴した。米国証券取引委員会（SEC）は、それまでにも彼のビジネス手法について複数の調査を行っていたが、大規模な詐欺行為は発覚していなかった。2009年3月12日、マドフは11の連邦重罪を認め、自身の資産管理事業を大規模なポンジ・スキームに仕立て上げたことを認めた。マドフの投資スキャンダルは、何千人もの投資家から数十億ドルを詐取した。マドフは、1990年代初頭にねずみ講を始めたと述べているが、連邦捜査当局は、詐欺行為は早くて1980年代半ば、遡って1970年代には始まっていたのではないかと考えている。消失した資金の回収を担当している者は、この投資事業は決して合法的なものではなかったかもしれないと考えている 。顧客の口座から消えた金額は、捏造された利益を含めて650億ドル近くに上った。証券投資家保護機構（SIPC）の管財人は、投資家の実際の損失額を180億ドルと見積もっている。2009年6月29日、マドフは最高刑である150年の禁固刑を宣告された。マドフは刑期中の2021年4月に死亡した  。

## 来歴

### 生い立ち
ニューヨークのクイーンズでユダヤ系アメリカ人の家庭で生まれ育った。祖父母の代に東欧から移民した一家で、父親は配管工と株仲買人をしていた。高校卒業後、アラバマ大学を経てホフストラ大学に入学し、政治学を学んだ。同じ高校に通う3歳下のユダヤ系の妻と知り合い、ともに大学生のときに学生結婚した。

### 犯行
1960年、大学を卒業したマドフはバーナード・マドフ証券投資会社を設立した。
その後、数十年間もの間、マドフは資金運用能力を持っていると投資家らから信じられ、称賛されてきた。2001年まで、マドフの投資運用会社はナスダック・ストック・マーケットの3大立役者として見なされていた。ニューヨークに住む多くの富豪・金持たちはマドフは信頼できる投資家なのだ、と見なしてきた。
ただ、マドフがあまりに夢のような高利回りを謳うので、果たしてそのような高利回りが現実的なものなのかかどうか、疑念を抱く投資家も存在していた。マドフの会社に関してまともな大手監査法人が監査を行っていないことについて、一部の投資家は疑問を抱いた。中には厳しく査定を行った結果、マドフの投資会社には透明性が無い、と判断し投資は見送った人もいる。
マドフによる巨大な詐欺が発覚したきっかけは、サブプライムローン危機を受けた株価の下落を受けて、複数の投資家から計約70億ドル（約6300億円）の償還（払い戻し）を求められたことだった。マドフは投資家らに償還するための現金の確保ができず、とうとう不正を取り繕い隠しつづけることができなくなった。

### 逮捕
2008年12月11日に、詐欺の罪でFBIによって逮捕された。証券取引委員会は、マドフの会社の資産を凍結し、その調査に着手した。

### 調査で明らかになった被害
証券取引委員会による調査の結果、マドフが自ら運営する投資ファンドについて、「（運用によって）10％を上回る高利回り」などと虚偽の内容をうたい、投資家たちから多額の資金を集めたという事実が明らかになった。また、マドフは集めた資金を金融市場などで運用することをせず、既存の顧客たちへ支払わなければならない配当に自転車操業的に回し、それによって巨額の損失を隠していた。つまり、マドフはポンジ・スキームと呼ばれる古典的な金融犯罪を行っていたのである。欧米のメディアや書籍ではマドフの犯罪は一般的にポンジ・スキームと表現されている。（日本のメディアではポンジ・スキームという用語・概念が日本人に十分に知られていないことに配慮してか、英語の報道原文で「ポンジ・スキーム」とはっきり言っている場合でも、それを日本語に翻訳する過程で「"ネズミ講のようなこと"を行っていた」や「"ネズミ講"を行っていた」などと訳されていることも多い。）
マドフは逮捕当初は当局に対し、「顧客はわずか25名ほどしかいなかった」などと虚偽を述べたが、捜査の進展にともない、マドフによる資金運用の詐欺の被害に遭った人々の数は、数百人から数千人に及ぶことが明らかになった。フィラデルフィア・イーグルス元オーナーのノルマン・ブラマン、ニューヨーク・メッツのオーナーフレッド・ウィルポン、GMAC会長のエズラ・マーキン、映画監督のスティーヴン・スピルバーグ、俳優のケヴィン・ベーコンといったセレブリティも被害に遭った。
マドフは一般の投資家のみならず、金融のプロフェッショナルたちや金融機関までを騙していたので、被害者のリストには金融機関や金融のプロの名前が並んだ。例えば、ロイヤルバンク・オブ・スコットランド、BNPパリバ（フランス）、サンタンデール（スペイン）、日本の野村證券などの大手金融機関が被害にあっている。日本では、あおぞら銀行、住友生命保険、三井住友生命、明治安田生命、あいおい生命保険、太陽生命保険、日本興亜損保、富国生命保険なども資金をあずけて被害にあったという。
被害総額については見解が分かれているが、一説には500億ドル（約5兆円）、（ただし「これは架空の利益を含むので実際の元金の被害額は330億ドル程度（約3.3兆円）」ともされた）、あるいは650億ドル(6兆円）とされる。
マドフはユダヤ人社会で一目置かれている存在だったため、ユダヤ人コミュニティの信用の輪の中で広がってしまい、ユダヤ人の慈善団体や学校などもマドフに資金を預けてかなりの額の損害を被った。また、ファンド・オブ・ファンズ（資金運用をするファンドが資金運用をまかせてしまうようなファンド）の存在によって、被害が連鎖的に広がった面もある。ユダヤプログラムを支援する基金「The Robert I.Lappin Charitable Foundation」もマドフの法人に総額800万ドルを預けて被害にあっている。同基金の責任者は「（被害により、同基金は）もはや存続できない」と話したという。その他にもマドフに資金運用を任せた基金がいくつも存在する。

### 逮捕後
マドフは2009年6月12日、ニューヨーク州南部地区連邦地裁において650億ドル規模の投資詐欺について有罪であることを認めた後、収監された。調査・捜査によって、総額約20億円とも見られる住宅をニューヨーク州マンハッタンやロングアイランド、フロリダ州パームビーチ、フランスのカプダンティーブなどに所有していることや、銀行口座に1700万ドル、さらに証券会社にも少なくとも4500万ドル持っていることが明らかになった。それら100億円以上に相当する資産を当局は没収する意向を示した。
なお、証券取引委員会の職員が少なくとも1999年からマドフによる不正行為に関する情報を得ていた（職員に情報が寄せられていた）にもかかわらず、報告がなされていなかったことを証券取引委員会は明らかにした。そのため「証券取引委員会の怠慢が不正を助長した」などと米欧メディアでは指摘された。 
2009年6月29日、ニューヨーク州南部地区連邦地方裁判所はマドフに対して詐欺・資金洗浄などの罪で150年の禁固刑の判決を下した。
ノースカロライナ州の刑務所に服役。連邦刑務所局の登録番号は61727-054。
2009年12月には、マドフ受刑者が他の受刑者から殴られ鼻の骨や肋骨を折られるという事件が起きたという。殴った男性はかつてマドフに投資したことがあり、損害を被っていたとされ、柔道の黒帯を持つボディービルダーで薬物犯罪で服役中だったという。
2010年12月11日早朝、ニューヨークの自宅アパートで長男のマークが首を吊って死んでいるのを弁護士のマーチン・ロンドンが発見した。ロンドンはマークの2番目の妻ステファニーの義父で、生前のマークからメールを受け取ったフロリダ滞在中のステファニーに代わって訪問し、遺体を見つけた。この日は父親の逮捕から丸2年であった。2014年には次男のアンドリューが悪性リンパ腫により48歳で死亡した。兄弟とも大学卒業後、父親の会社で働き、兄は二人の妻との間に4児、弟は離婚した妻との間に2児があった。兄弟が詐欺を知ったのは逮捕間近の父親からの告白であり、それまで知らなかったとしている。兄弟の元妻らはマドフの親族らとともに被害者団体から金銭の返還を求める訴訟を起こされている。
2021年4月14日、ノースカロライナ州バトナーの連邦医療センターにて死去。死因は自然死であった。

## バーナード・マドフを題材にした作品
- 『嘘の天才～史上最大の金融詐欺～』(原題：The Wizard of Lies) - 2017年に放送されたテレビドラマ。バリー・レヴィンソン監督で制作され、ロバート・デ・ニーロがマドフを演じた。
- 『証言で綴る歴史的事件の真相「史上最大の金融詐欺事件」』 - 2020年にナショナルジオグラフィックで放送されたドキュメンタリー番組。全3話。
- 『バーナード・マドフ: ウォール街の詐欺師』（原題 MADOFF The Monster of Wall Street）  - 2022年にネットフリックスで公開されたドキュメンタリー番組。全4話。